# Œuvres de Claire Bretécher

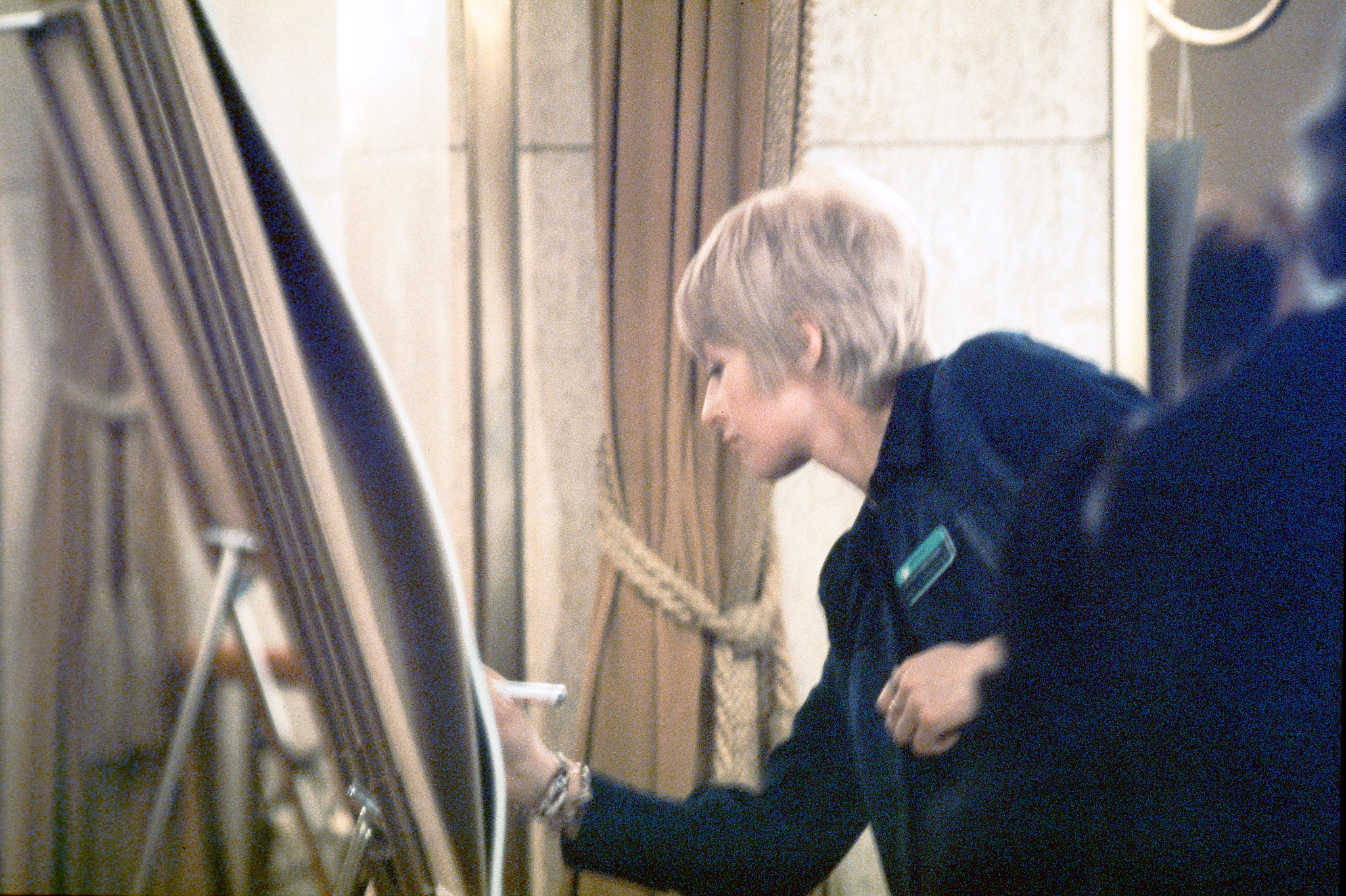
Claire Bretécher en train de dessiner en 1973.

La bibliographie de Claire Bretécher se compose principalement de bandes dessinées et d'illustrations. Elle a également écrit deux pièces de théâtre.

## Bande dessinée

### Périodiques de bande dessinée
Ce tableau compile une bibliographie publiée en 1974 dans Les Cahiers de la bande dessinée et les diverses bibliographies publiées sur BD Oubliées. Il ne comprend pas les publications de Bretécher dans Record ou L'Os à Moelle, ni ses publications dans l'hebdomadaire généraliste Nouvel observateur du milieu des années 1970 aux années 2000.
| (Série :) Titre                                                       | Périodique                                     | Dates                              | Nombre de planches                        | Précisions                                                                                 |
| --------------------------------------------------------------------- | ---------------------------------------------- | ---------------------------------- | ----------------------------------------- | ------------------------------------------------------------------------------------------ |
| Hector                                                                | Tintin no 850 à 878                            | 4 février 1965-19 août 1965        | +13, (13×1)                               |                                                                                            |
| Gags divers sans nom de série                                         | Tintin no 851 à 910                            | 11 février 1965-31 mars 1966       | +16, (16×1)                               |                                                                                            |
| « Des navets dans le cosmos »                                         | Spirou no 1536                                 | 21 septembre 1967                  | +6,                                       |                                                                                            |
| Les Gnangnan                                                          | Spirou no 1548 à 1693                          | 14 décembre 1967-24 septembre 1970 | +51, demi-pages                           |                                                                                            |
| Les Naufragés                                                         | Spirou no 1594 à 1744                          | 31 octobre 1968-16 septembre 1971  | +49, (4×1 + 7×4 + 1×5 + 2×6 + couv. 1594) | Scénario de Raoul Cauvin.                                                                  |
| Gags et récits courts                                                 | Spirou no 1565 à 1662                          | 11 avril 1968-19 février 1970      | +9, (2×1 + 1×3 + 1×4)                     |                                                                                            |
| « Des fourmis dans les pattes »                                       | Spirou no 1616                                 | 3 avril 1969                       | +6,                                       |                                                                                            |
| Cellulite : « Salade pour Cellulite »                                 | Pilote no 502                                  | 19 juin 1969                       | +5,                                       |                                                                                            |
| Robin les foies                                                       | Spirou no 1635 à 1733                          | 14 août 1969-1er juillet 1971      | +23, (1×5 + 3×6)                          |                                                                                            |
| Cellulite : « S.O.S. Cellulite »                                      | Pilote no 514                                  | 11 septembre 1969                  | +6, (+ couv.)                             |                                                                                            |
| Cellulite : « Cellulite et points noirs »                             | Pilote no 529                                  | 25 décembre 1969                   | +6,                                       |                                                                                            |
| Gags et récits courts divers sans nom de série                        | Pilote no 530 à 750                            | 1er janvier 1970-21 mars 1974      | +62, (25×1 + 15×2 + 1×3 + 1×4)            | Scénarios de Bretécher sauf sept récits                                                    |
| Actualités                                                            | Pilote no 533 à 598                            | 22 janvier 1970-22 avril 1971      | +38, (8×1 + 15×2)                         |                                                                                            |
| Actualités : « Vive la révolution »                                   | Pilote no 534                                  | 29 janvier 1970                    | +2,                                       | Scénario de Serge de Beketch, dessins de Guy Mouminoux, Loro, Glay, Jean Chakir et Alexis. |
| Cellulite : « Symphonie en flûte majeure »                            | Pilote no 540-1                                | 12 mars 1970-19 mars 1970          | +12, (2×6)                                |                                                                                            |
| Tulipe et Minibus                                                     | Pilote no 546 à 559                            | 23 avril 1970-23 juillet 1970      | +30, (+ couv. 546)                        | Scénario d'Hubuc                                                                           |
| Cellulite : Sans titre                                                | Super Pocket Pilote no 8                       | 25 juin 1970                       | +8,                                       |                                                                                            |
| Cellulite : Sans titre                                                | Super Pocket Pilote no 9                       | 29 octobre 1970                    | +8,                                       |                                                                                            |
| Cellulite : Les Bonnes Œuvres                                         | Pilote no 575 à 589                            | 12 novembre 1970-18 février 1971   | +30, (+ couv. 575)                        |                                                                                            |
| Cellulite : Peau de bique                                             | Pilote no 592                                  | 11 mars 1971                       | +6, (+ couv.)                             |                                                                                            |
| Actualités : « Bonne fête, monsieur le président »                    | Pilote no 598                                  | 22 avril 1971                      | +3,                                       | Cadavre exquis co-écrit avec une vingtaine d'auteurs du journal.                           |
| Dialogue                                                              | Pilote no 606 à 611                            | 17 juin 1971-22 juillet 1971       | +4, (4×1)                                 | Repris dans Pilote : Le journal qui s'amuse à revenir - Spécial été 2003 , juin 2003.      |
| Cellulite : Croisé en solde                                           | Pilote no 614 à 617                            | 12 août 1971-2 septembre 1971      | +16, (+ couv. 614)                        |                                                                                            |
| Salades de saison                                                     | Pilote no 619 à 735                            | 16 septembre 1971-6 décembre 1973  | +52, (42×1 + 5×2)                         |                                                                                            |
| Cellulite : Les Vapeurs de Camomille                                  | Pilote no 628 à 633                            | 18 novembre 1971-23 décembre 1971  | +14, (+ couv. 628)                        |                                                                                            |
| « Le Ciment »                                                         | Pilote no 649                                  | 13 avril 1972                      | +6,                                       |                                                                                            |
| « Mémoires d'un chien de race »                                       | L'Écho des savanes no 1                        | mai 1972                           | +5, (+ couv.)                             |                                                                                            |
| La Vie sans motif de Meredith Blanchard                               | L'Écho des savanes no 1                        | mai 1972                           | +10,                                      |                                                                                            |
| Cellulite : L'Artisan du bonheur                                      | Pilote no 674 à 688                            | 5 octobre 1972-11 janvier 1973     | +32, (+ couv. 674)                        |                                                                                            |
| Gags et récits courts divers                                          | L'Écho des savanes no 2-7                      | janvier 1973-avril 1974            | +13, (8×1 + 1×2 + 2×4)                    |                                                                                            |
| « Toi qui deviens femme déjà »                                        | L'Écho des savanes no 2                        | janvier 1973                       | +9,                                       |                                                                                            |
| Cellulite : L'Élu                                                     | Pilote no 693                                  | 15 février 1973                    | +8,                                       |                                                                                            |
| Les Amours écologiques du Bolot occidental                            | Le Sauvage no 1 à ?                            | mars 1973-?                        | ?                                         |                                                                                            |
| « Les Tracas de Raoul »                                               | L'Écho des savanes no 3                        | avril 1973                         | +8,                                       |                                                                                            |
| « Désarroi »                                                          | L'Écho des savanes no 3                        | avril 1973                         | +8,                                       |                                                                                            |
| Le Cordon infernal                                                    | L'Écho des savanes no 4                        | juillet 1973                       | +16, (+ couv.)                            |                                                                                            |
| « La Vie passionnée de Jehanne d'Arc »                                | L'Écho des savanes no 5                        | octobre 1973                       | +9,                                       |                                                                                            |
| « L'Affaire des mirages »                                             | L'Écho des savanes no 5                        | octobre 1973                       | +6,                                       |                                                                                            |
| Cellulite : Bloustorie                                                | Pilote no 732-3                                | 15 novembre 1973-22 novembre 1973  | +12,                                      |                                                                                            |
| « Le charbon »                                                        | Pilote Annuel 74                               | 29 novembre 1973                   | +6,                                       |                                                                                            |
| « Suicide »                                                           | L'Écho des savanes no 6                        | janvier 1974                       | +7,                                       |                                                                                            |
| Les Aventures adventices de Doudou-Daffodil reine des croque-monsieur | L'Écho des savanes no 6 à 9                    | janvier 1974-octobre 1974          | +21,                                      |                                                                                            |
| « Les Aventures estupidas dé Fremión el rigolo »                      | Le petit Mickey qui n'a pas peur des gros no 7 | avril 1974                         | +1,                                       |                                                                                            |
| « Beauté mon beau souci »                                             | L'Écho des savanes no 5                        | juillet 1974                       | +5,                                       |                                                                                            |
| Salades de saison                                                     | Pilote mensuel no 3                            | 7 août 1974                        | +1,                                       |                                                                                            |
| Un après-midi de Miquette                                             | L'Écho des savanes no 9                        | octobre 1974                       | +12,                                      |                                                                                            |
| « Chandelle »                                                         | L'Écho des savanes no 10                       | décembre 1974                      | +8,                                       |                                                                                            |
| Cellulite : Les Bâtisseurs de cathédrale 1                            | Pilote mensuel no 15                           | 5 août 1975                        | +8,                                       |                                                                                            |
| « Gangrène au Groënland »                                             | Fluide glacial no 3                            | 1er novembre 1975                  | +5,                                       |                                                                                            |
| Cellulite : Les Bâtisseurs de cathédrale 2                            | Pilote mensuel no 25                           | 1er juin 1976                      | +8, (+ couv.)                             |                                                                                            |
| Cellulite : Les Bâtisseurs de cathédrale 3                            | Pilote mensuel no 29                           | 5 octobre 1976                     | +6,                                       |                                                                                            |
| Fernand l'orphelin                                                    | Spirou no 2038 à 2061                          | 5 mai 1977-13 octobre 1977         | +20, (5×4)                                | Scénario d'Yvan Delporte                                                                   |
| Cellulite : Les Bâtisseurs de cathédrale 4                            | Pilote mensuel no 37                           | 24 mai 1977                        | +8, (+ couv.)                             |                                                                                            |

### Albums
Cette bibliographie notamment compilée à partir de bedetheque.com reprend l'ensemble des premières éditions d'albums de Bretécher, ainsi que les rééditions chez une autre maison d'édition ou sous un format différent de l'édition originale.
| Série                                      | Titre                                      | Maison d'édition (collection)                            | Date | Pages             | Format            | ISBN                  |
| ------------------------------------------ | ------------------------------------------ | -------------------------------------------------------- | ---- | ----------------- | ----------------- | --------------------- |
| Cellulite                                  | Les États d'âme de Cellulite               | Dargaud                                                  | 1972 | 80                | Normal            | (OCLC 424422519)      |
| Cellulite                                  | Les Angoisses de Cellulite                 | Dargaud                                                  | 1974 | 64                | Normal            | (ISBN 2205007548)     |
| Salades de saison                          | Salades de saison                          | Dargaud                                                  | 1973 | 76                | Normal            | (ISBN 2205007025)     |
| Les Gnangnan                               | Les Gnangnan                               | Glénat (« B. Découvertes »)                              | 1974 | 49                | Normal            | (ISBN 2723400077)     |
| Les Frustrés                               | Les Frustrés 1                             | Claire Bretécher                                         | 1975 | 70                | Normal            | (ISBN 2901076017)     |
| Les Frustrés                               | Les Frustrés 2                             | Claire Bretécher                                         | 1976 | 70                | Normal            | (ISBN 2901076033)     |
| Les Frustrés                               | Les Frustrés 3                             | Claire Bretécher                                         | 1978 | 70                | Normal            | (ISBN 290107605X)     |
| Les Frustrés                               | Les Frustrés 4                             | Claire Bretécher                                         | 1979 | 70                | Normal            | (ISBN 2901076068)     |
| Les Frustrés                               | Les Frustrés 5                             | Claire Bretécher                                         | 1980 | 70                | Normal            | (ISBN 2901076076)     |
| Le Cordon infernal et autres contes moraux | Le Cordon infernal et autres contes moraux | Claire Bretécher                                         | 1976 | 69                | Normal            | (ISBN 2901076025)     |
| Les Naufragés (scénario de Raoul Cauvin)   | Les Naufragés (scénario de Raoul Cauvin)   | Glénat (« B. Découvertes »)                              | 1976 | 49                | Normal            | (ISBN 2723400336)     |
| Les Amours écologiques du Bolot occidental | Les Amours écologiques du Bolot occidental | Claire Bretécher                                         | 1977 | 62                | Normal            | (ISBN 2901076041)     |
| Baratine et Molgaga                        | Baratine et Molgaga                        | Glénat                                                   | 1980 | 46                | Normal            | (ISBN 272340062X)     |
| La Vie passionnée de Thérèse d'Avila       | La Vie passionnée de Thérèse d'Avila       | Claire Bretécher                                         | 1980 | 50                | Normal            | (ISBN 2901076068)     |
| Les Mères                                  | Les Mères                                  | Claire Bretécher                                         | 1982 | 71                | Normal            | (ISBN 2901076084)     |
| Le Destin de Monique                       | Le Destin de Monique                       | Claire Bretécher                                         | 1983 | 69                | Normal            | (ISBN 2901076092)     |
| Docteur Ventouse, bobologue                | Docteur Ventouse, bobologue                | Claire Bretécher                                         | 1985 | 45                | Normal            | (ISBN 2901076106)     |
| Docteur Ventouse, bobologue                | Docteur Ventouse, bobologue 2              | Claire Bretécher                                         | 1986 | 45                | Normal            | (ISBN 2901076114)     |
| Agrippine                                  | Agrippine                                  | Claire Bretécher                                         | 1988 | 48                | Normal            | (ISBN 2901076122)     |
| Agrippine                                  | Agrippine prend vapeur                     | Claire Bretécher                                         | 1991 | 48                | Normal            | (ISBN 2901076173)     |
| Agrippine                                  | Les Combats d'Agrippine                    | Claire Bretécher                                         | 1993 | 48                | Normal            | (ISBN 2901076181)     |
| Agrippine                                  | Agrippine et les Inclus                    | Claire Bretécher                                         | 1995 | 48                | Normal            | (ISBN 2901076203)     |
| Agrippine                                  | Agrippine et l'Ancêtre                     | Hyphen                                                   | 1998 | 56                | Normal            | (ISBN 2901076270)     |
| Agrippine                                  | Agrippine et la secte à Raymonde           | Hyphen                                                   | 2001 | 55                | Normal            | (ISBN 2901076211)     |
| Agrippine                                  | Allergies                                  | Hyphen                                                   | 2004 | 48                | Normal            | (ISBN 2901076459)     |
| Agrippine                                  | Agrippine déconfite                        | Dargaud                                                  | 2009 | 53                | Normal            | (ISBN 9782505000556)  |
| Tourista                                   | Tourista                                   | Claire Bretécher                                         | 1989 | 63                | Normal            | (ISBN 2901076130)     |
| Mouler démouler                            | Mouler démouler                            | Claire Bretécher                                         | 1996 | 46                | Normal            | (ISBN 2901076238)     |
| Inédits                                    | Inédits                                    | Dargaud                                                  | 2007 | 68                | Normal            | (ISBN 9782505002468)  |
| Intégrales                                 |                                            |                                                          |      |                   |                   |                       |
| Les Frustrés (Intégrale)                   | Les Frustrés (Intégrale)                   | Claire Bretécher                                         | 1996 | 303               | Normal            | (ISBN 2901076246)     |
| Docteur Ventouse, bobologue (Intégrale)    | Docteur Ventouse, bobologue (Intégrale)    | Hyphen                                                   | 1998 | 95                | Normal            | (ISBN 2901076262)     |
| Agrippine (Intégrale)                      | Agrippine (Intégrale)                      | Hyphen                                                   | 2000 | 248               | Normal            | (ISBN 2901076343)     |
| Les Frustrés (Intégrale)                   | Les Frustrés (Intégrale)                   | Dargaud                                                  | 2007 | 305               | Normal            | (ISBN 9782505000525)  |
| Docteur Ventouse, bobologue (Intégrale)    | Docteur Ventouse, bobologue (Intégrale)    | Dargaud                                                  | 2016 | 96                | Normal            | (ISBN 9782505067092)  |
| Compilations                               |                                            |                                                          |      |                   |                   |                       |
| Les Frustrés                               | Les Frustrés et le Bolot occidental        | France loisirs                                           | 1978 | 134               | Normal            | (ISBN 2724203615)     |
| Le Bolot occidental                        | Les Frustrés et le Bolot occidental        | France loisirs                                           | 1978 | 134               | Normal            | (ISBN 2724203615)     |
| Les Frustrés                               | Les Frustrés 2 et le Cordon infernal       | France loisirs                                           | 1979 | 141               | Normal            | (ISBN 2724205359)     |
| Le Cordon infernal                         | Les Frustrés 2 et le Cordon infernal       | France loisirs                                           | 1979 | 141               | Normal            | (ISBN 2724205359)     |
| Cellulite                                  | Bretécher                                  | Dargaud                                                  | 1980 | 220               | Normal            | (ISBN 2205016237)     |
| Salades de saisons                         | Bretécher                                  | Dargaud                                                  | 1980 | 220               | Normal            | (ISBN 2205016237)     |
| Agrippine                                  | Agrippine en famille                       | Hachette Jeunesse (« Le Livre de poche jeunesse » n°767) | 2001 | 60                | Poche (18cm)      | (ISBN 2013219083)     |
| Agrippine                                  | Agrippine bosse dur                        | Hachette Jeunesse (« Le Livre de poche jeunesse » n°768) | 2001 | 60                | Poche (18cm)      | (ISBN 2013219083)     |
| Agrippine                                  | Agrippine et les Copines                   | Hachette Jeunesse (« Le Livre de poche jeunesse » n°769) | 2001 | 60                | Poche (18cm)      | (ISBN 2013219091)     |
| Agrippine                                  | Agrippine et l'Amour                       | Hachette Jeunesse (« Le Livre de poche jeunesse » n°783) | 2002 | 60                | Poche (18cm)      | (ISBN 2013219725)     |
| Les Gnangnan                               | Décollage délicat                          | Glénat                                                   | 2006 | 199               | Grand (32 cm)     | (ISBN 9782723456494)  |
| Baratine et Molgaga                        | Décollage délicat                          | Glénat                                                   | 2006 | 199               | Grand (32 cm)     | (ISBN 9782723456494)  |
| Robin des foies                            | Décollage délicat                          | Glénat                                                   | 2006 | 199               | Grand (32 cm)     | (ISBN 9782723456494)  |
| Fernand l'orphelin                         | Décollage délicat                          | Glénat                                                   | 2006 | 199               | Grand (32 cm)     | (ISBN 9782723456494)  |
| Tulipe et Minibus (scénario d'Hubuc)       | Décollage délicat                          | Glénat                                                   | 2006 | 199               | Grand (32 cm)     | (ISBN 9782723456494)  |
| Cellulite                                  | Les Années “Pilote”                        | Dargaud                                                  | 2015 | 220               | Normal            | (ISBN 9782505065197)  |
| Salades de saisons                         | Les Années “Pilote”                        | Dargaud                                                  | 2015 | 220               | Normal            | (ISBN 9782505065197)  |
| Morceaux choisis                           | Morceaux choisis                           | Dargaud                                                  | 2015 | 124               | Normal            | (ISBN 9782505065180)  |
| Rééditions diverses                        |                                            |                                                          |      |                   |                   |                       |
| Cellulite                                  | Les États d'âme de Cellulite (1re partie)  | Dargaud (« 16/22 »)                                      | 1977 | 80                | Poche (22 cm)     | (ISBN 2205011030)     |
| Cellulite                                  | Les États d'âme de Cellulite (2e partie)   | Dargaud (« 16/22 »)                                      | 1977 | 88                | Poche (22 cm)     | (ISBN 2205011170)     |
| Cellulite                                  | Les Angoisses de Cellulite (1re partie)    | Dargaud (« 16/22 »)                                      | 1977 | 80                | Poche (22 cm)     | (ISBN 2205024213)     |
| Cellulite                                  | Les États d'âme de Cellulite               | Dargaud (« Pocket B.D. »)                                | 1991 | 152               | Poche             | (ISBN 226603717X)     |
| Cellulite                                  | Angoisses et États d’âme de Cellulite      | Dargaud (« Télérama BD » n°2)                            | 2010 | 48                | Normal            | (ISBN 9782505009702)  |
| Salades de saison                          | Salades de saison (1re partie)             | Dargaud (« 16/22 »)                                      | 1978 | 74                | Poche (22 cm)     | (ISBN 2205011898)     |
| Salades de saison                          | Salades de saison (2e partie)              | Dargaud (« 16/22 »)                                      | 1978 | 74                | Poche (22 cm)     | (ISBN 2205013491)     |
| Salades de saison                          | Salades de saison                          | Dargaud                                                  | 2008 | 72                | Normal            | (ISBN 9782505003649)  |
| Les Gnangnan                               | Les Gnangnan                               | J'ai lu (« J'ai lu BD » n°5)                             | 1986 | 125               | Poche (18 cm)     | (ISBN 2277330051)     |
| Les Gnangnan                               | Les Gnangnan                               | Glénat                                                   | 1995 | 64                | Italienne         | (ISBN 9782723419567)  |
| Les Gnangnan                               | Les Gnangnan                               | Glénat                                                   | 1999 | 49                | Normal (colorisé) | (ISBN 2723429563)     |
| Les Frustrés                               | Les Frustrés (1)                           | France Loisirs                                           | 1985 | 70                | Normal (colorisé) | (ISBN 2724226135)     |
| Les Frustrés                               | Les Frustrés 1                             | Presses Pocket                                           | 1987 |                   | Poche (18 cm)     | (ISBN 2266019309)     |
| Les Frustrés                               | Les Frustrés 2                             | Presses Pocket                                           | 1987 | (ISBN 2266019317) | Poche (18 cm)     |                       |
| Les Frustrés                               | Les Frustrés 3                             | Presses Pocket                                           | 1987 | (ISBN 2266019325) | Poche (18 cm)     |                       |
| Les Frustrés                               | Les Frustrés 4                             | Presses Pocket                                           | 1987 | (ISBN 2266019333) | Poche (18 cm)     |                       |
| Les Frustrés                               | Les Frustrés 5                             | Presses Pocket                                           | 1987 | (ISBN 2266019341) | Poche (18 cm)     |                       |
| Les Frustrés                               | Les Frustrés 1                             | Hyphen                                                   | 2000 | 64                | Normal            | (ISBN 2901076017)     |
| Les Frustrés                               | Les Frustrés 2                             | Hyphen                                                   | 2001 | 64                | Normal            | (ISBN 2901076041)     |
| Les Frustrés                               | Les Frustrés 3                             | Hyphen                                                   | 2001 | 64                | Normal            | (ISBN 2901076394)     |
| Les Frustrés                               | Les Frustrés 4                             | Hyphen                                                   | 2001 | 64                | Normal            | (ISBN 2901076254)     |
| Les Frustrés                               | Les Frustrés 5                             | Hyphen                                                   | 2001 | 64                | Normal            | (ISBN 2901076165)     |
| Les Frustrés                               | Les Frustrés 1                             | Librio (« Librio BD » n°735)                             | 2005 | 63                | Poche (21 cm)     | (ISBN 2290350168)     |
| Les Frustrés                               | Les Frustrés 2                             | Librio (« Librio BD » n°738)                             | 2005 | 63                | Poche (21 cm)     | (ISBN 2290350087)     |
| Les Naufragés (scénario Raoul Cauvin)      | Les Naufragés (scénario Raoul Cauvin)      | J'ai lu (« J'ai lu BD » n°185)                           | 1990 | 123               | Poche (18 cm)     | (ISBN 2277331856)     |
| Les Naufragés (scénario Raoul Cauvin)      | Les Naufragés (scénario Raoul Cauvin)      | Dupuis (« Les Années d'or de Raoul Cauvin »)             | 2008 | 54                | Normal (colorisé) | (ISBN 978-2800142708) |
| Les Amours écologiques du Bolot occidental | Les Amours écologiques du Bolot occidental | Dargaud                                                  | 2007 | 60                | Normal            | (ISBN 9782505000518)  |
| Baratine et Molgaga                        | Baratine et Molgaga                        | J'ai lu (« J'ai lu BD » n°204)                           | 1990 | 127               | Poche (18 cm)     | (ISBN 2277332046)     |
| La Vie passionnée de Thérèse d'Avila       | La Vie passionnée de Thérèse d'Avila       | Dargaud                                                  | 2007 | 48                | Normal            | (ISBN 9782505000549)  |
| Les Mères                                  | Les Mères                                  | Presses pocket                                           | 1988 |                   | Poche (18 cm)     | (ISBN 2266021230)     |
| Les Mères                                  | Les Mères                                  | Hyphen                                                   | 2000 | 66                | Normal            | (ISBN 2901076300)     |
| Les Mères                                  | Les Mères                                  | Dargaud                                                  | 2007 | 63                | Normal            | (ISBN 9782505000532)  |
| Le Destin de Monique                       | Le Destin de Monique                       | Presses Pocket                                           | 1988 |                   | Poche (18 cm)     | (ISBN 2266021249)     |
| Le Destin de Monique                       | Le Destin de Monique                       | Hyphen                                                   | 1998 | 70                | Normal            | (ISBN 2901076289)     |
| Le Destin de Monique                       | Une saga génétique                         | Dargaud                                                  | 2006 | 67                | Normal            | (ISBN 9782505000259)  |
| Agrippine                                  | Agrippine                                  | France Loisirs                                           | 1988 | 48                | Normal            | (ISBN 2724448774)     |
| Agrippine                                  | Agrippine prend vapeur                     | France Loisirs                                           | 1991 | 48                | Normal            | (ISBN 2724255100)     |
| Agrippine                                  | Agrippine et l'Ancêtre                     | France Loisirs                                           | 1998 | 56                | Normal            | (ISBN 2744128597)     |
| Agrippine                                  | Agrippine                                  | Librio (« Librio BD » n°736)                             | 2005 | 47                | Poche (21 cm)     | (ISBN 2290350095)     |
| Agrippine                                  | Agrippine prend vapeur                     | Librio (« Librio BD » n°739)                             | 2005 | 47                | Poche (21 cm)     | (ISBN 2290350176)     |
| Agrippine                                  | Agrippine et l'Ancêtre                     | Dargaud                                                  | 2007 | 56                | Normal            | (ISBN 9782505000488)  |
| Agrippine                                  | Agrippine                                  | Dargaud                                                  | 2008 | 48                | Normal            | (ISBN 9782505003823)  |
| Agrippine                                  | Agrippine prend vapeur                     | Dargaud                                                  | 2008 | 48                | Normal            | (ISBN 9782505003830)  |
| Agrippine                                  | Les Combats d'Agrippine                    | Dargaud                                                  | 2008 | 48                | Normal            | (ISBN 9782505004530)  |
| Agrippine                                  | Agrippine et les Inclus                    | Dargaud                                                  | 2008 | 46                | Normal            | (ISBN 9782505004547)  |
| Agrippine                                  | Agrippine et la secte à Raymonde           | Dargaud                                                  | 2008 | 55                | Normal            | (ISBN 9782505004554)  |
| Agrippine                                  | Allergies                                  | Dargaud                                                  | 2008 | 49                | Normal            | (ISBN 9782505004561)  |
| Agrippine                                  | Agrippine                                  | Dargaud (pour Le Nouvel Observateur)                     | 2008 | 47                | Normal            | (ISBN 9782505004813)  |
| Agrippine                                  | Agrippine prend vapeur                     | Dargaud (pour Le Nouvel Observateur)                     | 2008 | 48                | Normal            | (ISBN 9782505004820)  |
| Agrippine                                  | Les Combats d'Agrippine                    | Dargaud (pour Le Nouvel Observateur)                     | 2008 | 48                | Normal            | (ISBN 9782505004837)  |
| Agrippine                                  | Agrippine et les Inclus                    | Dargaud (pour Le Nouvel Observateur)                     | 2008 | 48                | Normal            | (ISBN 9782505004844)  |
| Agrippine                                  | Agrippine et l'Ancêtre                     | Dargaud (pour Le Nouvel Observateur)                     | 2008 | 56                | Normal            | (ISBN 9782505004851)  |
| Agrippine                                  | Agrippine et la Secte à Raymonde           | Dargaud (pour Le Nouvel Observateur)                     | 2008 | 55                | Normal            | (ISBN 9782505000556)  |
| Agrippine                                  | Allergies                                  | Dargaud (pour Le Nouvel Observateur)                     | 2008 | 47                | Normal            | (ISBN 9782505004875)  |
| Tourista                                   | Tourista                                   | France Loisirs                                           | 1990 | 61                | Normal            | (ISBN 2901076130)     |
| Tourista                                   | Tourista                                   | Hyphen                                                   | 2000 | 46                | Normal            | (ISBN 2901076319)     |
| Tourista                                   | Tourista                                   | Dargaud                                                  | 2007 | 48                | Normal            | (ISBN 9782505000501)  |
| Mouler démouler                            | Mouler démouler                            | Hyphen (pour Libération)                                 | 2005 | 46                | Normal            | (ISBN 2901076505)     |

### Participations
Cette section inclut les participations de Bretécher à des collectifs ainsi que les compilations.
| Titre                                          | Album                          | Maison d'édition (Lieu) | Date | ISBN              |
| ---------------------------------------------- | ------------------------------ | ----------------------- | ---- | ----------------- |
| « Drame dans le clapier » (scénario de Gotlib) | Rubrique-à-brac vol. 5         | Dargaud                 | 1974 | (OCLC 461441062)  |
| « Pandémie de promesses »                      | Vive la Politique ! (p. 28-29) | Dargaud                 | 2006 | (ISBN 2205059246) |

### Traductions
Les œuvres de Bretécher et de nombreux ouvrages qu'elle a illustrés ont été traduits dans les principales langues européennes dès les années 1970, en album comme dans des revues (comme Linus en Italie).
Des histoires de Bretécher ont été incluses dans diverses compilations ou collectifs n'existant pas en français. En Allemagne, des histoires non inédites de Bretécher ont été reprises en 1983 dans une compilation d'auteures féministes et d’autres au tournant des années 1990 pour deux compilations publiées par Fischer. Au Danemark, un album associant Les États d'âme de Cellulite et des planches de Salades de saison a été publié en 1983. En Suède, Hammarström & Åberg a publié en 1986 et 1987 trois compilations reprenant des planches des Frustrés, de Salades de saison et des Mères.
Les Frustrés ont par ailleurs servi de support à un manuel de français allemand en deux volumes publiés en 1988 et 1989 et à une série de trois manuels de vocabulaire français, allemand et espagnol de la série Oxford Vocabulary Builder.
| Français                                   | Allemand                               | Néerlandais                                 | Italien                                     | Espagnol                              | Danois                                     | Suédois              | Anglais              | Autres                                                                    |
| ------------------------------------------ | -------------------------------------- | ------------------------------------------- | ------------------------------------------- | ------------------------------------- | ------------------------------------------ | -------------------- | -------------------- | ------------------------------------------------------------------------- |
| Les Frustrés                               | Die Frustierten                        | De Gefrustreerden                           | I frustrati                                 | Los frustratos                        | De frustrerede                             | De frusterade        | Frustration          | finnois : Turha joukko norvégien : De frusterte portugais : Os frustrados |
| Les Mères                                  | Die Mütter                             | De moeders                                  | Le madri                                    | Madres                                | Mødrene                                    | Mödrarna             | Mothers              | finnois : Äidit catalan : Les Mares                                       |
| Cellulite                                  | Zellulitis                             | Sonetteke                                   | Cellulite                                   |                                       | Sylfia                                     | Cellulisa            |                      | finnois : Selluliit                                                       |
| Le Destin de Monique                       | Monika, das Wunschkind                 |                                             |                                             | El destino de Mónica                  | Monika                                     | Älskade provrörsbarn | Where's my baby now? | catalan : El Destí de la Mònica                                           |
| Docteur Ventouse, bobologue                | Doktor Med. Bobo                       |                                             | Dottor Ventosa : bobologo su appuntamento   | Doctor Corral, medicina general       | Dr. Sagesløhs, flæbolog                    | Doktor Håhlfoths     |                      | catalan : Doctor Figuera, metge de capçalera                              |
| Le Cordon infernal                         | Frühlingserwachen                      | Di verdomde band                            | Il cordone infernale                        |                                       | Når du bliver kvinde                       | Vårkänslor           |                      |                                                                           |
| La Vie passionnée de Thérèse d'Avila       | Die eilige Heilige                     | Het veelbewogen leven van Teresia van Avila | La vita appassionata di Teresa d'Avila      | La apasionada vida de Teresa de Jesús |                                            |                      |                      |                                                                           |
| Salades de saison                          | Kopfsalat                              | En toch doet het zeer…                      |                                             |                                       | Mens vi venter på Café au Lait Mixet salat |                      | What a life          |                                                                           |
| Agrippine                                  | Agrippina                              |                                             | Agrippina                                   | Agripina                              |                                            | Agrippina            | Agrippina            |                                                                           |
| Les Gnangnan                               | Die kleinen Nervensägen                | De Njaaja's                                 | Gli gnam-gnam                               |                                       |                                            |                      |                      |                                                                           |
| Les Naufragés                              |                                        | Schipbreuk                                  |                                             | Los náufragos                         |                                            |                      |                      |                                                                           |
| Les Amours écologiques du Bolot occidental |                                        | Het liefdesleven van de Vubar               | Gli amori ecologici del Bolotto occidentale |                                       |                                            |                      |                      |                                                                           |
| Baratine et Molgaga                        | Prinz Baratin und sein Hofnarr Molgaga | Nitsotov en Netsochek                       |                                             |                                       |                                            |                      |                      |                                                                           |
| Autres                                     | Touristen (Tourista)                   | Alfred de Wees (Fernand l'orphelin)         |                                             | Robin del Chopo (Robin les foies)     |                                            |                      |                      |                                                                           |

## Peinture et dessin

### Recueil de peintures et dessin de Bretécher
- Portraits, Denoël, 1983. Recueil de portraits peints commentés par Daniel Arasse et introduits par Umberto Eco[11].
- 30 Ans de design français : Illustrateurs, dessinateurs, graphistes, Paris : Centre national d'art et de culture Georges-Pompidou, 1988.
- Claire Bretécher : Portraits privés, Pantin : Ville de Pantin (Bibliothèque Elsa-Triolet), 1995. Livret d'exposition.
- Les États d'art de la bande dessinée, Fondation d'entreprise COPR IM, du 29 janvier au 14 mars 1997. (OCLC 38250090) Rétrospective collective de l'oeuvre picturale de plusieurs auteurs. Ouvrage dirigé par Dominique Dutreix et Nathalie Gaillard, préfacé par Hervé Di Rosa.
- 1995 1999 ; 8 à huit au cœur de la pub !, Apache Conseil, 1999. Recueil de ses publicités pour 8 à Huit.
- Moments de lassitude, Hyphen, 1999. Catalogue d'une exposition de peintures à la galerie Christian Desbois[12].
- Portraits sentimentaux, La Martinière, 2004. Recueil de portraits peints préfacé par Pierre Encrevé[13].
- Claire Bretécher : Dessins et peintures, Éditions du Chêne, 2011. Recueil d’illustrations et peintures avec des textes de René Pétillon, Martin Veyron, Jérôme Godeau et Jean-Baptiste Sécheret[14].
- Le Tarot divinatoire de Claire Bretécher, Éditions du Chêne, 2011. Coffret comprenant 22 cartes illustrées par Bretécher et un livret écrit par de Sabine Sikarcioglu[15].
- Petits Travers, Dargaud, 2018  (ISBN 9782505073246). Recueil de dessins d'humour.

### Illustrations d'ouvrages écrits par d'autres
| Auteur(e)(s)                            | Titre                                                                                         | Maison d'édition (Lieu)                                               | Date | Détails (réf.)                                                    |
| --------------------------------------- | --------------------------------------------------------------------------------------------- | --------------------------------------------------------------------- | ---- | ----------------------------------------------------------------- |
| G. Dobbelaere et R. Boulay              | Bijoux émaux et médailles                                                                     | Unidisc, coll. : « Loisirs club pochette audiovisuelle » no 2 (Paris) | 1967 | Couverture. Illustrations de Pierre Dizier.                       |
| G. Dobbelaere et P. Saragoussi          | Le montage audio-visuel                                                                       | Unidisc, coll. : « Loisirs club pochette audiovisuelle » no 4 (Paris) | 1967 | Couverture. Illustrations de Pierre Dizier.                       |
| G. Dobbelaere et M. J. Poucin           | Méchouis, barbecues et cuisine trappeur                                                       | Unidisc, coll. : « Loisirs club pochette audiovisuelle » no 5 (Paris) | 1967 | Couverture. Illustrations de Pierre Dizier.                       |
| Jacques Lanzmann                        | Guide mi chien: Moitié pour maîtres, moitié pour chiens                                       | Denoël (Paris)                                                        | 1967 | [ 19 ]                                                            |
| Monique Gilbert                         | Guide mi chien: Moitié pour maîtres, moitié pour chiens                                       | Denoël (Paris)                                                        | 1967 | [ 19 ]                                                            |
| G. Dobbelaere et al.                    | La Photo réussie                                                                              | Unidisc, coll. : « Loisirs club pochette audiovisuelle » no 7 (Paris) | 1968 | Couverture et illustrations.                                      |
| AFCPI et LFPMI                          | Guide pratique pour le diagnostic et le traitement des maladies transmises par voie sexuelles | Ellipses & Laboatoires beehcam Sévigné (Paris)                        | 1983 | Ouvrage didactique                                                |
| Georges Courteline                      | Rue de la folie Courteline : 13 pièces                                                        | Éditions dramaturgique (Paris)                                        | 1984 | [ 23 ]                                                            |
| Jean-Pierre Cohen et Marc Rufo          | Si bébé pouvait parler                                                                        | Nathan (Paris)                                                        | 1988 | [ 24 ]                                                            |
| Pierre Antilogus et Jean-Louis Festjens | Le Guide du jeune père                                                                        | France loisirs (Paris)                                                | 1989 | [ 25 ]                                                            |
| Pierre Antilogus et Jean-Louis Festjens | Le Guide du jeune couple                                                                      | Presses de la Cité (Paris)                                            | 1990 | [ 26 ]                                                            |
| ,                                       | Rodin et la Caricature                                                                        | Musée Rodin (Paris)                                                   | 1990 | Illustration avec Jean-Louis Mourier d'un catalogue d'exposition. |
| Éliane Girard                           | Maman, je t'adore, mais : Petit catalogue à l'usage des grands enfants                        | Presses de la Cité (Paris)                                            | 1992 | [ 28 ]                                                            |
| Brigitte Kernel                         | Maman, je t'adore, mais : Petit catalogue à l'usage des grands enfants                        | Presses de la Cité (Paris)                                            | 1992 | [ 28 ]                                                            |
| Dr. Anne de Kervasdoué                  | Questions de femmes                                                                           | Odile Jacob (Paris)                                                   | 1992 | Co-illustratrice : Christiane Schaeffer. Plusieurs rééditions.    |
| Nathalie Le Fol                         | La Cuisine des copines en 128 recettes                                                        | Librairie générale française, coll. « Le Livre de poche » (Paris)     | 1994 | [ 30 ]                                                            |
| Pierre Antilogus et Jean-Louis Festjens | L'Homme expliqué aux femmes                                                                   | Hors collection (Paris)                                               | 1994 | [ 31 ]                                                            |
| Guyette Lyr                             | Quand ta femme devient celle que tu n'as pas épousée                                          | Compagnie du livre (Paris)                                            | 1995 | [ 32 ]                                                            |
| Dr. Jean Belaïsch                       | Questions d'hommes                                                                            | Odile Jacob (Paris)                                                   | 1998 | Co-illustratrice : Christiane Schaeffer.                          |
| Dr. Anne de Kervasdoué                  | Questions d'hommes                                                                            | Odile Jacob (Paris)                                                   | 1998 | Co-illustratrice : Christiane Schaeffer.                          |
| Isabelle Quenin                         | À ma place, tu ferais quoi ? : Vie à deux, grossesse et bébé, enfants, santé, divorce, conso  | Michel Lafon (Neuilly-sur-Seine)                                      | 1999 | [ 34 ]                                                            |
| Janine Casevecchie                      | À ma place, tu ferais quoi ? : Vie à deux, grossesse et bébé, enfants, santé, divorce, conso  | Michel Lafon (Neuilly-sur-Seine)                                      | 1999 | [ 34 ]                                                            |
| Sonia Rykiel                            | Casanova était une femme                                                                      | Calmann-Lévy (Paris)                                                  | 2006 | Correspondance entre Deforges et Rykiel.                          |
| Régine Desforges                        | Casanova était une femme                                                                      | Calmann-Lévy (Paris)                                                  | 2006 | Correspondance entre Deforges et Rykiel.                          |
| Guyette Lyr                             | Quelle femme êtes-vous ?                                                                      | Eyrolles (Paris)                                                      | 2006 | [ 36 ]                                                            |
| Annie Pastor                            | Les Super Femmes de Bretécher                                                                 | Desinge & Hugo & Cie (Paris)                                          | 2010 | [ 37 ]                                                            |
| Pierre Antilogus et Jean-Louis Festjens | Le Guide du toujours jeune père : bien qu'un peu moins quand même                             | Michel Lafon (Neuilly-sur-Seine)                                      | 2010 | [ 38 ]                                                            |
| Guyette Lyr                             | Les mille et une femmes : Petit manuel de survie pour messieurs en terrain miné               | Le Passage (Paris)                                                    | 2011 | [ 39 ]                                                            |
| Dominique Resch                         | Nos enfants sont des poètes : 150 perles entendues en classe                                  | Autrement (Paris)                                                     | 2016 | [ 40 ]                                                            |

### Affiches
- Matthieu Delaporte et Alexandre de La Patellière, Le Prénom (pièce de théâtre), Théâtre Edouard VII, 2010[41]. La typographie réalisée par Bretécher pour l'affiche de la pièce a été reprise sur l'affiche du film homonyme sorti en 2012[42].

## Théâtre
- Frissons sur le secteur (avec Serge Ganzl et Dominique Lavanant), créé à Paris le 8 octobre 1975 par Dominique Lavanant[43].
- Auguste Premier ou Masculin-Féminin (avec Hather Robb d'après des textes de Boris Vian, M. Dassau et Guillaume Apollinaire), créé à Mesvres le 6 juillet 1980 par Hather Robb[44].